# 第四世噶瑪巴·若佩多傑
洛佩多傑（藏語：རོལ་པའི་རྡོ་རྗེ་，威利转写：rol pa'i rdo-rje，藏语拼音：Rolpe Dorje；1340年—1383年），誕生於止工布地區的阿拉瓏地方，為噶瑪巴三度轉世，曾授戒與格魯派創始者宗喀巴。

## 生平
洛佩多傑於藏曆金虎年（1340-1383）三月初八清晨誕生於工布地區的阿拉瓏地方。他的父親叫索南‧東著，他的母親智慧空行母佐莎宗著。母親懷胎時，出現胎兒念誦大明咒的異相，且因胎兒經常擺出特殊的姿勢，使得佐莎宗著覺得搖晃不平穩。當洛佩多傑出生時就結跏趺坐並且持誦大明咒，並且無師自通念誦藏文的字母。 
三歲時，洛佩多傑被帶往娘坡，在那兒他向母親自承他是噶瑪巴西轉世，隨後洛佩多傑便以阿彌陀佛禪定的姿勢進行禪定，並告訴他的母親不要向其他人提及此事。不久，一個在貢波省尋找噶瑪巴轉世的隊伍找到了這位轉世靈童，並且將洛佩多傑帶往岡波巴的達拉寺。抵達該寺時，洛佩多傑指著歷任噶瑪巴塑像告訴大家那就是他。 
六歲時，洛佩多傑自他前世的弟子托登‧耶‧嘉華處領受了沙彌戒。九歲時，他開始深入地研究上樂金剛本續、彌勒五論及無垢友的心髓教法，他獲得了所有甘珠爾以及那洛六法的傳授，隨後他至倉里遊歷，在那兒他見到了噶居傳承的上師們，並且接受咕嚕咕咧的秘密儀式。 
洛佩多傑再旅行至祖普寺，隨後轉往帕莫寺，在那兒親見金剛亥母。十三歲時，他造訪拉薩，並受到統治者太錫度昌楚嘉稱的尊敬，在城中到每間主要的寺院佈施供養，並且見到許多護法。然後他再回到祖普寺繼續學習。他在祖普寺接受了由多竹帕所授予的戒律，同時被賜予法稱的法名。並接受了紅色的文殊菩薩的灌頂。 
十八歲時洛佩多傑自多竹帕處接受了俱足戒，並和祖普寺最著名的喇嘛進行辯論，隨後邀請里沃奇的嘉華雍東巴前來，並將傳授帝洛巴的秘密教導給他。有一次雍東巴曾詢問洛佩多傑有關他前世的一些事情。年輕的洛佩多傑告訴雍東巴他如何使蒙古人改信佛教以及他至各地遊歷的許多事蹟。 
洛佩多傑嚴守戒律，禁止任何人把肉帶至他的面前。據說他能在夢中讀書，因而精通超過六十種的文稿，他豐富的知識使老師們覺得很驚奇。
之後洛佩多傑收到邀請函，於是年方十九的洛佩多傑於1358年5月20日啟程前往中國。噶瑪巴一路廣傳佛法一邊進行旅程。在邊境遇見五位印度聖者，並供養他一尊佛陀禪定的雕像與二尊龍樹所作的佛陀塑像。 
西元1360年，噶瑪巴一行人抵達了大都皇宮，並受到皇帝妥懽贴睦尔的熱烈歡迎。因為蒙古皇帝是前一世噶瑪巴的弟子，因此當他見到洛佩多傑時顯得特別的欣喜。洛佩多傑授予了金剛瑜珈母及上樂金剛的灌頂，另外給予皇帝大手印教導並且撰寫了許多相關的論。洛佩多傑在中國待了數年，同時也建造了許多寺院。
洛佩多傑在中國平息叛亂、抑止饑荒，並且解除乾旱。不久預見中國將有重大的事件發生，於是他說：「災難將降臨至皇宮了，我必須立刻動身前往西藏。在廣大的人民面前，神通其實是最後的方法。一位比丘的職責不應是示現神通，而是到將有和平降臨的地方，藉著慈悲將佛陀教法傳播至眾生。」這些話被官員們記錄下來，並視為聖物保存著。
不久他便離開向北行，洛佩多傑在米娘遇見了拉特那王子和龐雅達里公主，並向他們傳法，並在左貢孟奇建造了一座寺院。後來甘州發生了一埸大型傳染病，人們請求洛佩多傑驅除傳染病。洛佩多傑允諾，並要大家不可叫醒他，然後就睡著了。過了一段時間，寺院的屋頂發出一聲巨響，同時洛佩多傑也醒了。他說：「剛才我化作金翅鳥，吞食了散播傳染病的惡魔。隨後我在寺院的屋頂降落，這是大家聽到的巨響。」而這場傳染病也就完全地消失了。 
某日，一個家族帶了一名小孩向洛佩多傑請求授予沙彌戒，但洛佩多傑反而給了這名小孩具足戒，並授記這名小孩將成為一名偉大的精神導師。這名小孩便是羅桑達巴，也就是偉大的格魯巴教派創始者宗喀巴。
西元1368年，蒙古人所建立的元朝被推翻，明朝開國君主明太祖發函邀請西藏各著名喇嘛到中國參訪，但因為洛佩多傑無法前往，所以派遣了一支學養豐富的喇嘛和比丘組成的特使團代表他前往中國。
在洛佩多傑返回噶瑪貢寺的途中，遇見了第二世的夏瑪巴僧格，洛佩多傑認證了夏瑪祖古，並命名他為卡秋旺波。返回噶瑪貢寺後，他間接地預示了自己將離世。他說：「我並不會立刻圓寂，但若是在某個公鹿鳴叫的清淨地方生病而倒下時，請不要散置我的書籍！」藏曆水豬年七月初四，洛佩多傑出現了身體不適的徵兆。同月十五日晚，他主持了一項法會，並將他所有的書籍法器整理完備，然後告訴他的弟子這些物品必須好好保存，以供他未來轉世於娘當的祖古所用。然後噶瑪巴繞著這些聖物來回踱步五十五次之後涅槃。

## 主要弟子
第二世夏瑪祖古：夏瑪卡秋旺波。
止貢卻吉嘉波。
止貢洛擦哇。
格魯巴教派的創始者：宗喀巴